# Federico Consolo
Federico Consolo, noto anche come Federigo Consolo, nome ebraico Jehel Nahaman Sefardi (Ancona, 8 aprile 1841 – Firenze, 14 dicembre 1906), è stato un violinista e compositore italiano.

## Biografia
Nato da una famiglia di origini ebraiche proveniente dalla Spagna (sefardita), Federico Consolo si dedica allo studio dei canti sinagogali degli ebrei sefarditi livornesi. Studiò violino con Ferdinando Giorgetti a Firenze e a Bruxelles da Henri Vieuxtemps, e composizione con François-Joseph Fétis e Franz Liszt; compose l'Inno nazionale della Repubblica di San Marino nel 1894 traendolo da un breviario monastico del X secolo.
Federico Consolo compose anche un buon numero di cicli orientali, concerti e Shire Yisrael (Libro dei Canti d'Israel, Firenze, 1891), una collezione di melodie sefardite per sinagoga e due composizioni originali; morì a Firenze nel 1906.